# كريم شاوردي
كريم شاوردي (بالفارسية: کریم شاوردی) هو لاعب كرة قدم إيراني في مركز الوسط، ولد في 7 فبراير 1983 في الأهواز في إيران. لعب مع نادي استقلال خوزستان ونادي باس همدان ونادي فولاد خوزستان.